# Макаровська (Верховазький район)
Мака́ровська (рос. Макаровская) — присілок у складі Верховазького району Вологодської області, Росія. Входить до складу Шелотського сільського поселення.
У присілку народився радянський письменник Володимир Тендряков.

## Населення
Населення — 9 осіб (2010; 22 у 2002).
Національний склад (станом на 2002 рік):
- росіяни — 95 %